# Bring 'Em Out (T.I.)
Bring 'Em Out è il primo singolo del rapper statunitense T.I. pubblicato nel 2004 come estratto dall'album Urban Legend. È stato prodotto da Swizz Beatz.

## Informazioni
Si tratta di uno dei singoli più di successo dell'artista. Ha raggiunto la posizione n.9 nella chart Billboard Hot 100, la n.6 nella Hot R&B/Hip-Hop Songs e la n.4 nella Hot Rap Tracks. In Regno Unito ha raggiunto la posizione n.59.
Durante le NBA Finals 2006, Bring 'Em Out è stata a lungo utilizzata come canzone d'entrata della squadra Miami Heat. Inoltre, i suoi versi sono presenti in uno dei remix del singolo Gimme More della cantante pop Britney Spears.
Una strofa del singolo richiama il brano What More Can I Say di Jay-Z. Ulteriori riferimenti a quest'ultimo sono anche presenti nel videoclip: in una scena, T.I. indossa una maglietta sulla quale è stamapata la copertina dell'album "Reasonable Doubt".

## Videoclip
Il videoclip è stato girato ad Atlanta (Georgia) ed include i cameo di DJ Drama, Swizz Beatz e Jazze Pha. Alla fine è possibile sentire un pezzo del brano You Don't Know Me, secondo singolo estratto dall'album.

## Tracce
Lato A
1. Bring 'Em Out [Amended]
2. Bring 'Em Out [Explicit]
3. Bring 'Em Out [Instrumental]

Lato B
1. U Don't Know Me [Amended]
2. U Don't Know Me [Explicit]
3. U Don't Know Me [Instrumental]

## Posizioni in classifica
| Chart (2004)                          | Posizione massima |
| ------------------------------------- | ----------------- |
| Billboard Hot 100 (USA)               | 9                 |
| Billboard Hot R&B/Hip-Hop Songs (USA) | 6                 |
| Billboard Hot Rap Tracks (USA)        | 4                 |
| Tokio Hot 100 (Giappone)              | 34                |
| Official Singles Chart (UK)           | 59                |